# Cneo Cornelio Blasión
Cneo o Gneo Cornelio Blasión  fue un político y militar romano, cónsul en el año 270 a. C., censor en 265 a. C. y cónsul por segunda vez en 257 a. C. Obtuvo un triunfo en 270 a. C. Perteneció a una rama patricia de la gens Cornelia.